# Emma McKeon
Emma McKeon, AM (sinh ngày 24 tháng 5 năm 1994) là một vận động viên bơi lội người Úc. Với tổng số huy chương Olympic trong sự nghiệp là 14, cô là vận động viên Olympic thành công nhất của Úc, bao gồm cả một huy chương vàng tại Thế vận hội Mùa hè 2016 ở Rio de Janeiro và bốn huy chương vàng tại Thế vận hội Mùa hè 2020 ở Tokyo và một huy chương vàng tại Thế vận hội Mùa hè 2024 tại Paris, Pháp. Với 4 huy chương vàng và 3 huy chương đồng, cô là vận động viên giành nhiều huy chương nhất tại Thế vận hội Mùa hè 2020, đồng thời là nữ vận động viên giành nhiều huy chương nhất trong một kỳ Thế vận hội. Ngoài ra, McKeon đã giành 4 huy chương vàng tại Giải vô địch thể thao dưới nước thế giới; và 12 huy chương, bao gồm 8 huy chương vàng, tại Đại hội Thể thao Khối Thịnh vượng chung Glasgow 2014 và Gold Coast 2018.
Cô hiện có 5 huy chương vàng Thế vận hội, nhiều nhất trong lịch sử Úc, bằng với Ian Thorpe.

## Cuộc sống
McKeon sinh ngày 24 tháng 5 năm 1994 ở Wollongong, New South Wales, Úc. Cô là em gái của David McKeon và con gái của Ron McKeon, cả hai đều là vận động viên bơi lội. Cô hoàn thành chương trình giáo dục trung học năm 2012 tại The Illawarra Grammar School và sau đó theo học tại Đại học Griffith để lấy bằng cử nhân về sức khỏe cộng đồng và nâng cao sức khỏe với chuyên ngành dinh dưỡng. Cô được huấn luyện bởi Michael Bohl tại Đại học Griffith.

## Bơi lội
McKeon tham dự Thế vận hội Trẻ Mùa hè 2010 ở Singapore. Cô giành một huy chương vàng ở nội dung 4 × 100 mét tiếp sức hỗn hợp nữ; huy chương bạc ở nội dung 100 mét tự do và 4 × 100 mét tiếp sức tự do nam nữ; và huy chương đồng ở nội dung 50 mét tự do, 200 mét tự do, và 4 × 100 mét tiếp sức tự do nam nữ.

### Thế vận hội

#### 2012
Cô bỏ lỡ cơ hội tham dự Thế vận hội Mùa hè 2012 Luân Đôn khi xếp thứ 7 ở nội dung 100 m tự do, 9 ở 100 m bướm, 10 ở 200 m tự do, và 13 ở 50 m tự do.

#### 2016
Vào tháng 4 năm 2016, McKeon được chọn là thành viên của đội Úc tham dự Thế vận hội Mùa hè 2016 ở Rio de Janeiro, Brasil. Anh trai cô David cũng được tham dự, đồng nghĩa đây là anh chị em đầu tiên tham dự môn bơi lội tại Thế vận hội cho Úc sau John và Ilsa Konrads năm 1960. Tại Thế vận hội Mùa hè 2016 cô giành huy chương vàng ở nội dung 4 × 100 mét tiếp sức tự do với thời gian kỷ lục thế giới 3:30.65. McKeon cũng giành huy chương bạc nội dung 4 × 200 mét tiếp sức tự do và 4 × 100 mét tiếp sức hỗn hợp. Cô là một trong năm vận động viên giành huy chương cá nhân môn bơi lội cho Úc ở Rio, giành một huy chương đồng ở nội dung 200 mét tự do với thời gian 1:54.92. Ở nội dung 100 mét bướm, cô xếp thứ 6.

#### 2021
Tại Thế vận hội Mùa hè 2020 ở Tokyo, Nhật Bản, McKeon giành 4 huy chương vàng. Cô giành huy chương vàng ở nội dung 4 × 100 mét tiếp sức tự do cho đội Úc, với thời gian kỷ lục thế giới 3:29.69. Trong ngày bơi cuối cùng thứ hai, cô giành huy chương vàng 100 mét tự do trong thời gian 51.96 (một kỷ lục Thế vận hội và thời gian nhanh thứ 2 trong lịch sử). Vào ngày cuối cùng, cô giành huy chương vàng nội dung 50 mét tự do với thời gian kỷ lục Thế vận hội 23.81 và nội dung 4 × 100 mét tiếp sức hỗn hợp.
McKeon cũng giành 3 huy chương đồng: ở nội dung 100 mét bướm (với kỷ lục Úc mới 55.72), 4 × 200 mét tiếp sức tự do, và 4 × 100 mét tiếp sức hỗn hợp nam nữ.
McKeon giành 7 huy chương ở Tokyo, nhiều nhất của bất kỳ nữ vận động viên bơi lội tại một kỳ Thế vận hội và cân bằng với một vận động viên nữ tại một kỳ Thế vận hội (bằng với vận động viên thể dục dụng cụ Liên Xô Maria Gorokhovskaya). Cô giành tổng cộng 5 huy chương vàng Thế vận hội (trong năm 2016 và 2020), một kỷ lục của Úc (bằng với Ian Thorpe).

### Giải vô địch thế giới

#### 2013
Năm 2013, cô giành huy chương bạc ở nội dung 4 × 100 mét tiếp sức tự do tại Giải vô địch thế giới FINA lần thứ 15 ở Barcelona, Tây Ban Nha. Cô cũng tham dự vòng loại nội dung 4 × 100 mét tiếp sức hỗn hợp và 4 × 200 mét tiếp sức tự do, các nội dung sau đó Úc đã giành được huy chương bạc.

#### 2015
Năm 2015, cô tham dự Giải vô địch thế giới FINA lần thứ 16 ở Kazan, Nga. Cô giành huy chương vàng ở nội dung 4 × 100 mét tiếp sức tự do và huy chương đồng nội dung 4 × 100 mét tiếp sức hỗn hợp, xếp thứ 4 ở 100 mét bướm và thứ 7 ở 200 mét tự do.

#### 2017
McKeon giành 4 huy chương bạc và 2 huy chương đồng tại Giải vô địch bơi lội thế giới 2017. Cô tham dự nội dung 100 m bướm. Ở vòng loại cô xếp thứ 3, với thời gian 56.81. Sau đó ở bán kết 2, cô xếp thứ 2 và lập kỷ lục châu Đại Dương với thời gian 56.23. Ở chung kết, cô xếp thứ 2 sau Sarah Sjöström với thời gian kỷ lục châu Đại Dương 56.18. Ở nội dung 200 m tự do cô vào vòng bán kết với thời gian 1:56.61, nhanh thứ 4. Ở vòng bán kết cô xếp thứ 2. Trong trận chung kết, cô giành huy chương bạc cùng với Katie Ledecky với thời gian 1:55.15, xếp sau Federica Pellegrini. Cô giành huy chương bạc thứ 3 ở nội dung 4×100 mét tiếp sức tự do với Bronte Campbell, Brittany Elmslie và Shayna Jack, đội của cô xếp sau Hoa Kỳ 0.29 giây. Huy chương bạc thứ 4 của cô ở nội dung 4×100 m tiếp sức hỗn hợp nam nữ với Mitch Larkin, Daniel Cave và Bronte Campbell.

### Đại hội Thể thao Khối Thịnh vượng chung

#### 2014
Cô được chọn là thành viên của đội Úc tham dự Đại hội Thể thao Khối Thịnh vượng chung 2014, diễn ra ở Glasgow, Scotland, nơi cô giành 6 huy chương, 4 huy chương vàng và 2 huy chương đồng. Trong ngày thi đấu đầu tiên, cô giành huy chương vàng ở nội dung 200 mét tự do và sau đó tham dự 4 × 100 mét tiếp sức tự do với Bronte Campbell, Melanie Schlanger và Cate Campbell, giành huy chương vàng và lập thời gian kỷ lục thế giới 3:30.98. Cô giành huy chương đồng ở nội dung 100 mét bướm và sau đó ở 100 mét tự do, xếp sau Bronte và Cate Campbell. McKeon giành thêm huy chương vàng ở các nội dung 4 × 200 mét tiếp sức tự do, nơi cô lập kỷ lục Đại hội với Alicia Coutts, Brittany Elmslie và Bronte Barratt, và 4 × 100 mét tiếp sức hỗn hợp với Emily Seebohm, Lorna Tonks và Cate Campbell. Với 6 huy chương giành được, cô cân bằng kỷ lục giành nhiều huy chương Đại hội Thể thao Khối Thịnh vượng chung nhiều nhất của vận động viên bơi lội do Ian Thorpe và Susie O'Neill lập trước đó.

#### 2018
McKeon giành nhiều huy chương nhất ở môn bơi lội tại Đại hội Thể thao Khối Thịnh vượng chung 2018, với 4 huy chương vàng và 2 huy chương đồng; cân bằng kỷ lục trước đó của cô, lập tại Đại hội Thể thao Khối Thịnh vượng chung 2014, và bằng với Ian Thorpe và Susie O'Neill.

### International Swimming League (ISL)
McKeon là thành viên của đội London Roar, tham dự Mùa 2 của International Swimming League (ISL).

## Kết quả ở các giải đấu lớn
| Giải đấu   | 50 tự do | 100 tự do | 200 tự do | 100 bướm | 4×50 tự do | 4×100 tự do | 4×200 tự do | 4×50 hỗn hợp | 4×100 hỗn hợp | 4×50 tự do nam nữ | 4×50 hỗn hợp nam nữ | 4×100 tự do nam nữ | 4×100 hỗn hợp nam nữ |
| ---------- | -------- | --------- | --------- | -------- | ---------- | ----------- | ----------- | ------------ | ------------- | ----------------- | ------------------- | ------------------ | -------------------- |
| GVĐTG 2013 |          |           |           |          |            | 2           | 2           |              | 2             |                   |                     |                    |                      |
| GVĐTG 2015 |          |           | 7         | 4        |            | 1           | 6           |              | 3             |                   |                     |                    |                      |
| TVH 2016   |          |           | 3         | 6        |            | 1           | 2           |              | 2             |                   |                     |                    |                      |
| GVĐTG 2017 |          | 8         | 2         | 2        |            | 2           | 3           |              | 3             |                   |                     |                    | 2                    |
| GVĐTG 2019 |          | 4         | DNS       | 3        |            | 1           | 1           |              | 2             |                   |                     | 2                  | 1                    |
| TVH 2021   | 1        | 1         |           | 3        |            | 1           | 3           |              | 1             |                   |                     |                    | 3                    |